# Polystachya bipoda
Polystachya bipoda là một loài thực vật có hoa trong họ Lan. Loài này được Stévart mô tả khoa học đầu tiên năm 2004.